# Dripping Springs (Texas)
Dripping Springs ist eine Stadt im Hays County im US-Bundesstaat Texas in den Vereinigten Staaten. Das U.S. Census Bureau hat bei der Volkszählung 2020 eine Einwohnerzahl von 4650 ermittelt.

## Geografie
Die Stadt liegt etwa 40 Kilometer westlich von Austin am U.S. Highway 290 im Norden des Countys im mittleren Südosten von Texas.

## Geschichte
Der erste Siedler kam 1849 hier an und weitere Familien siedelten in den folgenden Jahren in den Tälern des Little Barton und des Onion Creeks. 1857 wurde der Ort gegründet und erhielt sein erstes Postbüro. 1881 öffnete die Dripping Springs Academy ihre Pforten.

## Demografische Daten
Nach der Volkszählung im Jahr 2000 lebten hier 1.548 Menschen in 554 Haushalten und 418 Familien. Die Bevölkerungsdichte betrug 181,1 Einwohner pro km². Ethnisch betrachtet setzte sich die Bevölkerung zusammen aus 86,50 % weißer Bevölkerung, 0,26 % Afroamerikanern, 0,52 % amerikanischen Ureinwohnern, 0,19 % Asiaten, 0,00 % Bewohnern aus dem pazifischen Inselraum und 10,59 % aus anderen ethnischen Gruppen. Etwa 1,94 % waren gemischter Abstammung und 18,73 % der Bevölkerung waren spanischer oder lateinamerikanischer Abstammung.
Von den 554 Haushalten hatten 41,5 % Kinder unter 18 Jahre, die im Haushalt lebten. 61,6 % davon waren verheiratete, zusammenlebende Paare. 9,7 % waren allein erziehende Mütter und 24,4 % waren keine Familien. 20,9 % aller Haushalte waren Singlehaushalte und in 9,2 % lebten Menschen, die 65 Jahre oder älter waren. Die Durchschnittshaushaltsgröße betrug 2,79 und die durchschnittliche Größe einer Familie belief sich auf 3,24 Personen.
29,4 % der Bevölkerung waren unter 18 Jahre alt, 7,4 % von 18 bis 24, 30,7 % von 25 bis 44, 22,5 % von 45 bis 64, und 10,1 % die 65 Jahre oder älter waren. Das Durchschnittsalter war 36 Jahre. Auf 100 weibliche Personen aller Altersgruppen kamen 105,3 männliche Personen. Auf 100 Frauen im Alter von 18 Jahren und darüber kamen 103,9 Männer.
Das jährliche Durchschnittseinkommen eines Haushalts betrug 47.212 USD, das Durchschnittseinkommen einer Familie 57.880 USD. Männer hatten ein Durchschnittseinkommen von 40.393 USD gegenüber den Frauen mit 30.862 USD. Das Prokopfeinkommen betrug 19.741 USD. 11,0 % der Bevölkerung und 5,1 % der Familien lebten unterhalb der Armutsgrenze. Davon waren 13,7 % Kinder und Jugendliche unter 18 Jahren und 3,1 % waren 65 oder älter.